# Das schaffst du nie!
Das schaffst du nie! (DSDN) is een Duits YouTube-kanaal dat is opgericht in mei 2017. Het kanaal is van de BR jongerenzender Puls en van het Duitse media-aanbod Funk. Sebastian Meinberg, Ariane Alter en Marc Seibold treden op als moderatoren in het jeugdformat.

## Team
Het team bestaat uit de moderators Ariane Alter, Sebastian Meinberg en de redacteur Marc Seibold.

## Concept
De redacteur Marc Seibold kent verschillende taken toe. Deze taken zijn bijvoorbeeld 24 uur lang bomen planten in het regenwoud, fietsen, een festival lang op een paal zitten, op een trampoline springen of in de whirlpool zitten. Als Ariane of Sebastian de taak winnen, kunnen ze Marc straffen. Als ze echter niet slagen, straft Marc hen.

## Wereldrecord
In november 2019: Das schaffst du nie! vestigde een Guinness-wereldrecord voor Die längste Marathon-Talkshow (Team) met een live-moderatie van 72 uur. In het verlengde van de ARD-themaweek "Zukunft Bildung" stond de talkshow in het teken van wetenschappelijke, politieke en alledaagse onderwerpen. Het record werd live gezet door ARD-alpha op televisie op de YouTube-kanalen van Das schaffst du nie! en ARD-alpha-uitzending. Fragmenten uit de moderatie werden ook live uitgezonden in het hoofdprogramma van Das Erste en Bayerischer Rundfunk. Voor het wereldrecord werd een uniek upcyclingbed gemaakt, dat vervolgens bij United Charity te koop was; de opbrengst ging naar de vereniging Sternstunden.